# Emma Bunton
Emma Lee Bunton (født 21. januar 1976) er en sangerinde og sangskriver fra England. Hun blev kendt fra gruppen Spice Girls under kælenavnet "Baby Spice". Da gruppen blev opløst, forfulgte hun en solokarriere.
Emma Bunton har siden 1998 dannet par med sangeren Jade Jones fra drengegruppen Damage. Sammen har de sønnerne Beau Lee Jones (født 10. august 2007) og Tate Lee Jones (født 6. maj 2011).

## Pladeudgivelser
Album
- 2001: A Girl Like Me
- 2004: Free Me
- 2006: Life in Mono
- 2019: ‘’My Happy Place’’

Singler
- 1999: "What I Am"
- 2001: "What Took You So Long?"
- 2001: "Take My Breath Away"
- 2001: "We're Not Gonna Sleep Tonight"
- 2003: "Free Me"
- 2003: "Maybe"
- 2004: "I'll Be There"
- 2004: "Crickets Sing for Anamaria"
- 2006: "Downtown"
- 2007: "All I Need to Know"